# Municipio de Tezoyuca
El municipio de Tezoyuca es uno de los 125 municipios del Estado de México, México. Su cabecera es la localidad de Tezoyuca.

## Toponimia
Tezoyuca viene del náhuatl Tezoyocan, que se compone de tezontli, piedra volcánica roja y porosa; de yolotl, corazón, y el sufijo locativo -can, que a la interpretación del náhuatl de la región de Texcoco, nos expresa "En donde se encuentra el corazón del tezontle", argullendo la naturaleza orográfica, al haber tezontle rojo, con un significado metafórico de la lava roja, como la sangre del cuerpo humano.
El municipio de villa de Tezoyuca, se localiza en la parte nororiental del valle Cuautitlán – Texcoco, en las coordenadas 98° 53’45” (mínima) 98°55´ 50” (máxima) longitud oeste y 19°43´33´(mínima) 19°36´40” (máxima) latitud norte, a una altura de 1,300 metros sobre el nivel del mar. Limita al norte con el municipio de Chiautla y al poniente con el municipio de Atenco. Su distancia aproximada con la capital del estado es de 80 kilómetros.

### Extensión y orografía
Cuenta con una extensión territorial de 10.90 kilómetros cuadrados, lo que representa el 0.05 % aproximadamente de la superficie total del estado. En el municipio se encuentran dos cerros, el Tezoyotzin y el Cuauhtepec, siendo éste el más alto, que alcanza los 2,250 metros sobre el nivel del mar.

### Población
El municipio de Tezoyuca cuenta con una población aproximada de 47.044 habitantes distribuidos en una cabecera municipal con sus cuatro barrios, Santiago, La Concepción, la Resurrección y La Ascensión. Cuenta, además, con tres colonias, que son Buenos Aires, San Felipe y Ampliación Tezoyuca, y un pueblo denominado Tequisistlán con sus 10 barrios.

### Clima
El clima es de tipo bs semiseco, con verano fresco y lluvioso, el invierno con un total de lluvias menor al 5 por ciento del total anual, con temperatura media anual de 18 grados celsius y precipitación media anual de 600 a 700 mm, por las condiciones de granizadas que se presentan en promedio de 0 a 2 días al año y de heladas de 40 a 60 días al año. Los riesgos de siniestro para la agricultura son bajos.

### Límites
El municipio de Tezoyuca geográficamente limita, al norte, con los pueblos de Tepexpan, Cuanalan, Zacango, y Chipiltepec del municipio de Acolman; al sur, con los poblados de Santa Isabel Ixtapan, Nexquipayac y San Francisco Acuexcomac, en el municipio de Atenco y ejidos del municipio de Chiconcuac; al este, con las poblaciones de Ocopulco y Chímalpa, pertenecientes al municipio de Chiautla; al oeste, con la colonia Santa Rosa del municipio de Atenco y el pueblo de Totolcingo, del municipio de Acolman.

## Historia
La historia de Tezoyuca, proviene desde tiempos prehistóricos, ya que al encontrarse a las orillas del lago de Texcoco, y encontrarse entre dos ríos, fue un lugar en donde había gran cantidad de animales y vegetales para la sobrevivencia del ser humano, así como cuevas que servirían para la habitación. Tezoyuca es parte de las comunidades habitadas, como Tepexpan. Parson lo ubica ya como una sociedad organizada hacia el 300 a.C., en el Formativo Tardío, aún antes de Teotihuacan. Más adelante, la llegada de los chichimecas, hacia el siglo XIII, habla de una nueva época para Tezoyuca. De acuerdo a las más antiguas crónicas de esta región, y partiendo de un dato referente a la cultura acolhua, por estar Tezoyuca situado dentro de este territorio, se podría pensar que fue ocupado poco tiempo después de la llegada de los primeros chichimecas a esta región, guiados por Nopaltzin, hijo del legendario caudillo llamado Xólotl. Sabemos con seguridad que la primera ciudad capital de los chichimecas fue Tenayuca, fundada hacia el año 1010, al poniente de la región lacustre del valle de México, de donde pasaron, tiempo después, los primeros grupos chichimecas a la región texcocana, y a sitios como Tzinacanoztoc (conocido actualmente como Campanotitla) cerca del pueblo de San Juan Tezontla y, posteriormente a Tetzcutzingo, aproximadamente hacia el año 1126, construyendo posteriormente la gran ciudad de Texcoco en el sitio que actualmente ocupa, en la ribera oriental del gran lago de Texcoco, durante el reinado de Quinatzin, cuarto señor de la dinastía texcocana, aproximadamente en el año 1290.
Por tal motivo, podríamos decir que al surgir la ciudad capital de los acolhuas en el siglo XIII, integrada por varios barrios y teniendo sujetos a los pueblos circunvecinos, es posible que durante ese tiempo haya acontecido la fundación de Tezoyuca como un pueblo con características propias de ubicación, población y una elemental organización política.
Después del mandato de Quinatzin, en el siglo XIII, siguió su hijo llamado Techotlalatzin, quien continuó con la obra de su padre manteniendo el poder sobre los pueblos que rodeaban a la ciudad de Texcoco, posteriormente a uno de los descendientes de éste, Ixtlilxochitl, se le nombró heredero de la dinastía texcocana, su padre le señaló o destinó varios pueblos tributarios, entre ellos se nombra a Tezoyocan, lo que confirma que para el año 1301, Tezoyuca ya era un pueblo organizado política y socialmente, y formaba parte de los pueblos tributarios y por consiguiente, era parte del señorío acolhua o texcocano.
Situado Tezoyuca muy cercano a las márgenes del río Papalotla y el río Teotihuacan (San Juan) ríos  de mayor caudal en aquellos tiempos, contó con los recursos naturales apropiados para un notable desarrollo agrícola, lo cual se comprueba con la referencia que se hace respecto al pago de tributos de este pueblo a la ciudad de Tenochtitlán, en la matrícula de tributos del Códice Mendocino, pintado en la primera mitad del siglo XVI.

## Política y gobierno
Está basada en la política implementada desde el 18 de agosto cuando entró la nueva administración y el presidente. Es un pueblo muy pintoresco y bonito, su principal actividad es la agricultura, la ganadería y la crianza de animales domésticos como el borrego, las gallinas, los guajolotes, entre otros, y la elaboración de adornos para fiestas. Las festividades de cada barrio se pintan de mucha tradición y colorido, ya que es muy natural los juegos pirotécnicos como los castillos, los cohetes, las bombas, los toritos, y demás, siempre con el cuidado en el manejo de la pólvora.